# ベルディングジリス
ベルディングジリス（Urocitellus beldingi）は、ネズミ目（齧歯目）リス科に分類されるジリスの一種。アメリカ西部の山間部に生息する。

## 分布
アメリカ合衆国オレゴン州北東部、ワシントン州の一部、カリフォルニア州北部、アイダホ州南西部、ネバダ州北部および中央部、オハイオ州北東部、ユタ州北西部。

## 形態
頭胴長197.5ミリメートル、尾長67.3ミリメートル。体重287.4グラム。

## 生態
高山の草原に生息し、より標高の高い地域を好む。カリフォルニアでは、標高2,000–3,600メートルのタホ湖からキングズ・キャニオン国立公園にかけての草原にみられる。ヤマヨモギの平原や農地にも見られる。大部分は、新鮮で豊富な植物と水のある開けた土地に制限されている。捕食者を警戒できない密集した森、草丈の高い草地、岩の多い斜面、密集した低木林には生息しない。また、捕食者から隠れることのできない草丈が短すぎる草地も好まない。

### 食餌
草食性。主に草花や種子を食べる。木の実、穀類、根、球根、キノコ類も食べる。時には、昆虫、動物の死骸、他の脊椎動物、そして同種ですら捕食することもある（共食い）。巣穴の貯蔵所に食物を蓄えることはなく、その代わり体に脂肪を蓄える。
冬眠前には多量の食物を食べ、夏期の40パーセントは、ほとんど食べることに費やす。食べる際には、後ろ脚で立ちながら、前脚を使って食べ物を口に運ぶ。

### 冬眠
個々の性別や年齢、また生息地の標高によって、異なる時期に冬眠する。大人のオスは、標高が高い地域では7月下旬から9月初旬に冬眠する。メスはオスに続いて9月下旬に冬眠に入る。両親に続いて、メスの子どもは生後13週、オスの子どもは生後10週で冬眠する。草木が乾燥し、茶色く枯れ始めた頃に冬眠に入ることで、晩夏の暑さと乾燥を避けることができる。
冬眠は、越冬場所と呼ばれる巣穴の中で行われる。メスが複数で冬眠する傾向にある一方で、オスは単独で冬眠する傾向にある。冬眠から目覚める時期もまた異なる要素によって決まる。標高が低い地域では、オスは2月に冬眠から目覚め、標高が高い地域では、4月下旬に目覚める。メスの目覚めの時期は数週間に分散する。

### 活動
日の出になると巣穴を離れる。巣穴から地上に出る際、先頭のジリスは、後続のジリスが十分に捕食者に警戒できる状態になるまで、巣穴の入り口で待機する。ほとんどの活動は、土を掘ったり食べ物を食べることで、午前中に行われる。気温が上昇する頃には、活動は減少する傾向にある。岩の上や地面で手足を伸ばして、日光で体を温めることも多い。巣穴を補修したり、お互いに毛づくろいしたりもする。午後には巣穴の中に戻る。子どもたちは、地上にいるときはもっぱら遊ぶことが仕事で、大人よりも遅く巣穴に入る。

### 血縁関係
メスと子どもと血縁の間に相互作用の生じる、縁故主義社会で生きている。個々の間の協調性は、血縁の程度と互いに関係があるように思われる。出会った個体の表現型（ある生物のもつ遺伝子型が形質として表現されたもの）を、血縁と比較することによって認識する。これらの表現型は、背部および、砂浴びの場所に刺激臭を残す肛門腺の匂いによる。ジリスたちはそれぞれ、他の個体が認識に使用する自分の匂いを持っており、表現型がマッチすれば、相手を血縁だと考える。メスは、自分の姉妹の表現型を良く知らないメスの近縁性を決定する基準として使用する。巣や縄張りを守る際、または警戒鳴きをする際に、誰に対して縁故びいきに行動するべきかを判断するため、血縁を認識することは、メスにとって重要である。同様に、血縁のメスたちは食べ物や住まいを分け合うこともある。大人のオスは縁故主義的な行動を見せず、活動期の間は放浪する。多くの個体はコロニーで生活しているが、彼らの間に社会的な相互作用はほとんどなく、たいていは反発的である。

### 警戒鳴き
コヨーテ、ボブキャット、イタチ類、ワシ類、アメリカアナグマなど、さまざまな捕食者の獲物となる。また、人間や家畜、自動車を、脅威だと理解している。ベルディングジリスは、2種類の特殊な警戒の鳴き声で、他の個体に捕食者の存在を知らせる。ひとつは、「さえずり」と呼ばれ、5つ以上の連続した速い鳴き声で構成される。この鳴き声は、それほど差し迫っていない脅威をもたらす、陸上の捕食者に対して使われる。警戒鳴きをした個体の近くにいる仲間は、捕食者がよく見えるように岩の上に駆け上がり、または、縄張りの中心地域まで戻って、後ろ足で立ちあがり返答する。もうひとつは、一声の甲高い鳴き声で、「ホイッスル」と呼ばれる。この鳴き声は、差し迫った脅威である空中の捕食者に対して発せられる。聞こえる範囲にいるすべての個体は、かがむなどの回避的な行動を示し、または、最も近い避難所へ逃げ込む。空中の捕食者の場合、彼らは逃げながら鳴き声をあげる。対照的に、地上の捕食者の場合、逃走するジリスたちは安全になるまで鳴き声をあげない。さらに、空中の捕食者に対しては、すべてのジリスが鳴く一方で、地上の捕食者に対しては、血縁と一緒にいるメスだけが鳴く。最初に警戒鳴きをしたジリスは、鳴いている間、隠れようとはせずに捕食者を見張っている。

### 繁殖

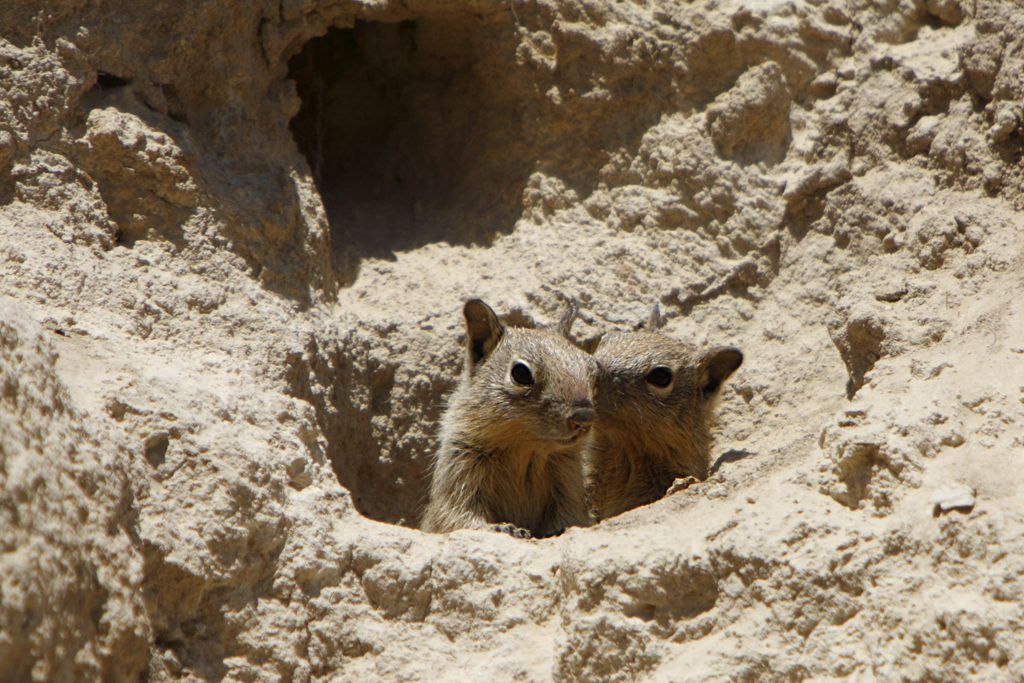
ベルディングジリスの子どもたち

冬眠から目覚めた後、通常5月下旬から6月上旬に繁殖する。オスメスともに複数の配偶者とつがう乱婚制である。メスの発情期は、毎年5時間未満なので、メスが受容可能な状態になると、オスはただちにメスの周りに集まる。オスたちは、互いに取っ組み合い、蹴飛ばし、引っ掻き、噛みつきながら、メスと交尾する権利を争う。より体の大きい年上の強いオスが、より交尾できる傾向にある。メスは、発情期の間に5頭ものオスと交尾することができる。このことは妊娠の機会を増やし、遺伝的多様性を高めることにもなる。
出産は、1年に1回。妊娠期間は23-31日間、1回の出産で3-8頭を産む。オスは交尾後すぐに分散するため、メスはすべての子育てを担う。妊娠したメスは巣穴を掘り、巣を作るために草や草の根を集める。縄張りはこれらの巣穴の周りに作られる。メスは、押しかけてくる親類でない同種に対して、攻撃したり追いかけたりして巣穴を守る。縄張りの防衛は、子どもが離乳するまで続く。生後2-3週間は、地下の巣穴の中で育つ。標高のより高い地域では、6月下旬から7月上旬に生まれ、生後27日で離乳し、7月から8月上旬に巣穴から出てくる。中央オレゴンのように標高の低い地域では、3月に生まれ、春の最初の暖かい日が始まる4月中旬頃には巣穴から出てくる。子どもたちは、初めは巣穴の入り口近くで留まるが、3日目には地上を探検し始める。オスは離乳後、生まれた巣穴から分散し、繁殖が成功した後も分散し続ける。最も多く繁殖したオスは、彼が作ったコロニーからさらに遠くへ移動する。メスはめったに生まれた巣穴から分散しない。
ベルディングジリスは、子殺しをすることで知られている。子殺しをするジリスは、巣穴に押しかけ、鳴きながらもがく子どもを引きずり出し、即座に頭に噛みついて殺す。死体を食べることもある。子殺しをするのは、大人のメスや満1歳のオスであることが多く、被害者と同じ場所には住まない。メスは決して自分の親類を殺さず、血縁が彼らの子どもを子殺しから守るのを助ける。

## 分類
現在、3亜種が知られている。
- U. b. beldingi Merriam, 1888
- U. b. creber Hall, 1940
- U. b. oregonus Merriam, 1898

## 保全状況評価
国際自然保護連合（IUCN）のレッドリストでは、軽度懸念 (Least Concern, LC)に指定されている。保護の重要性はなく、生息範囲はいくつかの自然保護区を含んでいる。